# Josep Martorell Òdena
Josep Martorell Òdena (Reus, Baix Camp, 1890 - 1983) va ser un impressor, escriptor i col·leccionista català.

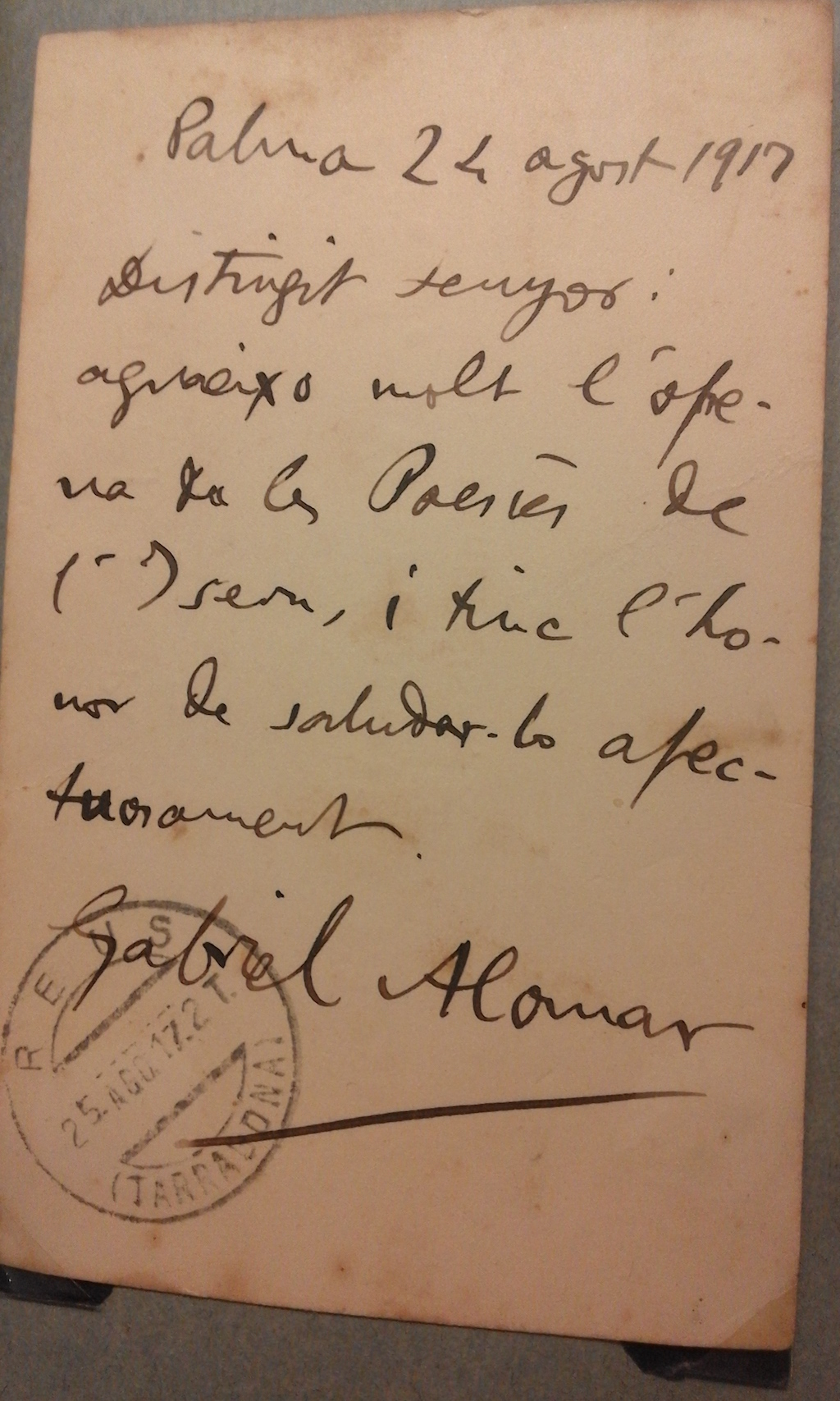
Cartulina amb l'autògraf de Gabriel Alomar

Atret per les lletres des de molt jove, es dedicà a l'ofici d'impressor, va treballar en diverses impremtes de la ciutat fins que es va instal·lar pel seu compte obrint la Impremta Diana cap al 1929, molt coneguda a Reus i que va estar oberta fins a meitats dels anys cinquanta del segle xx. Va col·laborar a la premsa local en publicacions com ara El Rossinyol i Foc Nou, vinculades al Grup modernista de Reus, i sobretot al diari Foment. El 1916 va organitzar un homenatge al poeta modernista d'Alcover Antoni Isern, i el 1917 un altre de similar a la memòria del poeta i pintor reusenc Hortensi Güell, actes que van mobilitzar gran part de la joventut intel·lectual del Camp de Tarragona. Martorell, Fuster Valldeperes i Antoni Martí Bages van mantenir la devoció cap el Grup modernista, grup que ja consideraven mític, organitzant homenatges i publicant llibres sobre els membres de la Colla. Vinculat a la Lliga Regionalista i després a la Lliga Catalana, va ser editor responsable del diari Avui, portaveu d'aquest partit, aparegut a Reus el 1935. Martorell va fer també incursions en el camp de la poesia i va participar i guanyar un premi als Jocs Florals de la Premsa de Reus el 1936. Però es va destacar com a col·leccionista d'autògrafs i en va recollir una gran quantitat, de les personalitats mundials més destacades. La col·lecció la va iniciar en els primers anys de la dècada de 1910, en un àlbum que Martorell Òdena portava al damunt sempre que veia l'oportunitat d'aconseguir la signatura d'alguna persona representativa. Després, com que la recollida d'autògrafs anava agafant un volum important, va utilitzar unes targetes que havia fet fer a propòsit i que li van resultar més còmodes d'usar i guardar. El recull d'autògrafs, l'any 1924 ja era important, i va plantejar-se la possibilitat de publicar-lo, ja que a més de les signatures, molts dels autògrafs recollits portaven dedicatòries i comentaris. El 1917, Ferran Gay Massó escrivia a les pàgines de Foment: "Vull parlar des d'aquestes planes d'una col·lecció notable d'autògrafs que ha reunit l'amic en Martorell Òdena, […] un esperit inquiet […]. Hi ha pensaments per a tots els gustos i per a tots els estómacs. L'amor, les idees, el patriotisme, l'art, estan glosats amb preferències especials. […] Enriqueixen la col·lecció, a més, les valuoses firmes de l'Ignasi Iglésias, Ambrosi Carrion, Duran i Tortajada, Miquel S. Oliver, Plàcid Vidal, Dolors Monserdà […]. Amb lo transcrit fins aquí creiem que n'hi haurà prou perquè el llegidor es faci càrrec de la importància que inclou aquesta col·lecció". Va realitzar a Tarragona i a Reus diverses exposicions de la seva col·lecció, i el 1969, ja vell, sord i amb dificultats a la vista, va cedir-la al Centre de Lectura.